# Ruta de la sal

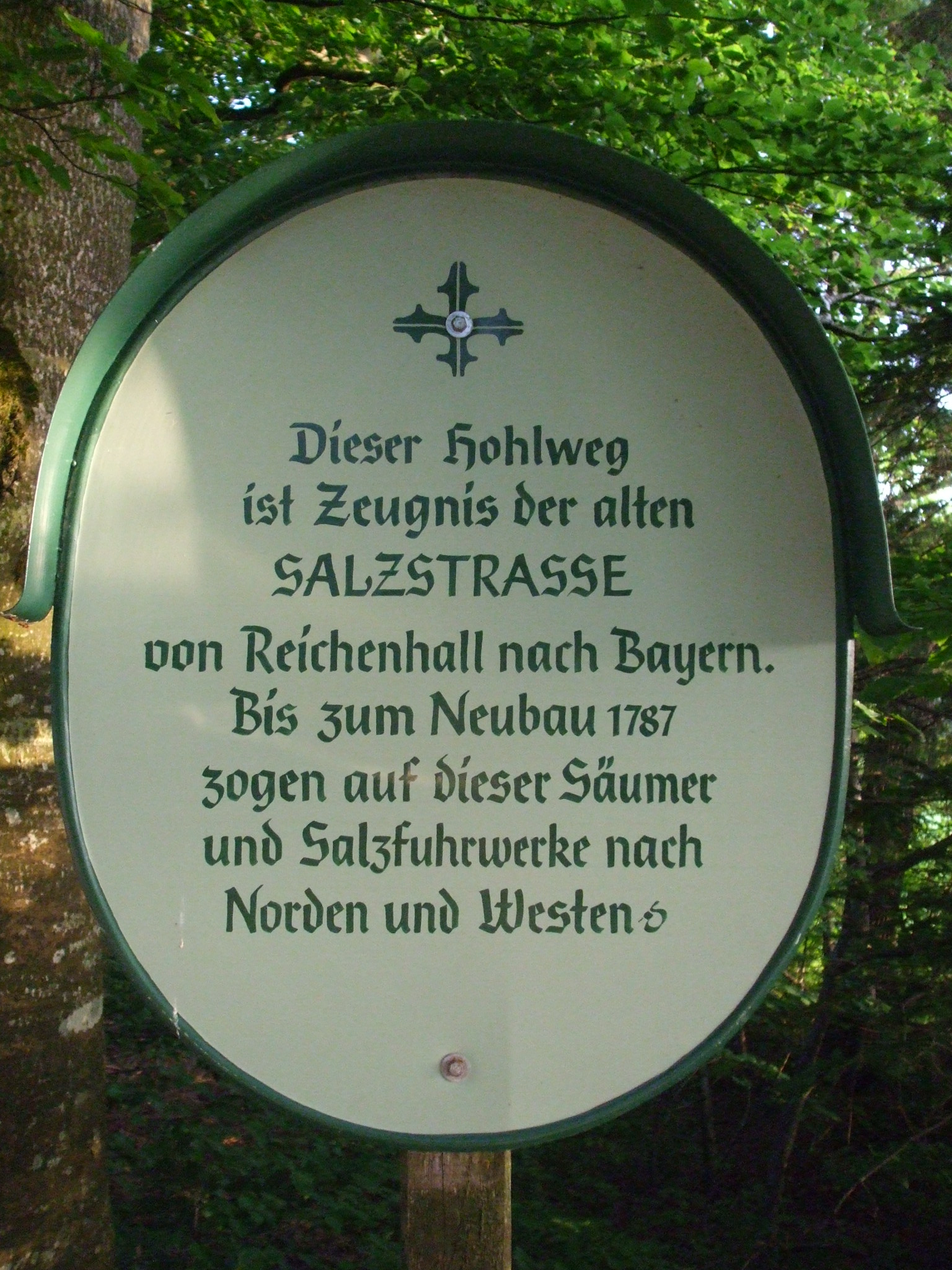
Rètol de la carretera salina històrica a Baviera

Una ruta de la sal (també coneguda com a camí de la sal o ruta del comerç de la sal) fa referència a qualsevol de les rutes comercials prehistòriques i històriques per les quals es transportava sal essencial a les regions que no en tenien.
A partir de l'edat del bronze (al 2n mil·lenni aC) van aparèixer rutes fixes de transhumància, com les drilles ligures que unien la Ligúria marítima amb els alpatges, molt abans que cap carretera construïda a propòsit formés les rutes terrestres per les quals les províncies riques en sal en subministraven a les que no en tenien.

## Carreteres
La Via Salaria, una antiga via romana a Itàlia, acabava des de Roma (des de Porta Salaria a les muralles aurelianes) fins al Castrum Truentinum (Porto d'Ascoli) a la costa de l'Adriàtic - una distància de 242 quilometres (150 mi). Una carretera moderna amb aquest nom, que forma part de la carretera SS4, recorre 51 quilometres (32 mi) de Roma a Osteria Nuova a Orvieto.
La Ruta de la Sal Vella, a uns 100 quilometres (62 mi), era una ruta medieval al nord d'Alemanya, que enllaçava Lüneburg (a la Baixa Saxònia) amb el port de Lübeck (a Schleswig-Holstein), que requeria més sal de la que podia produir ella mateixa. Lüneburg, esmentat per primera vegada al segle x, es va enriquir a les salines que envolten la ciutat. Els comerciants enviaven sal a través de Lauenburg d'Elba, a Lübeck, que abastia totes les costes de la mar Bàltica. Lüneburg i la seva sal van ser els principals factors de poder i riquesa de la Lliga Hanseàtica. Després d'un llarg període de prosperitat, la seva importància va disminuir després del 1600. L'última de les mines de sal es va tancar el 1980, posant fi a la tradició mil·lenària.
A la Bòsnia medieval, via Narenta s'utilitzava com a ruta comercial entre Podvisoki i Dubrovnik. Es constata que 600 cavalls van lliurar al voltant de 1500 mòdis de sal a Podvisoki.
A França, la ruta de la sal era més llarga que un portatge entre rierols navegables. La sal descarregada als ports de Niça i Ventimiglia podia circular per dues carreteres salines que s'allunyaven de la zona costanera, des de Niça fins a la vall de Vésubie, passant per Saint-Martin-Vésubie a la capçalera de la vall o des de Ventimiglia cap a l'interior per la vall de la Roya., pel coll de Tende i cap al Piemont.

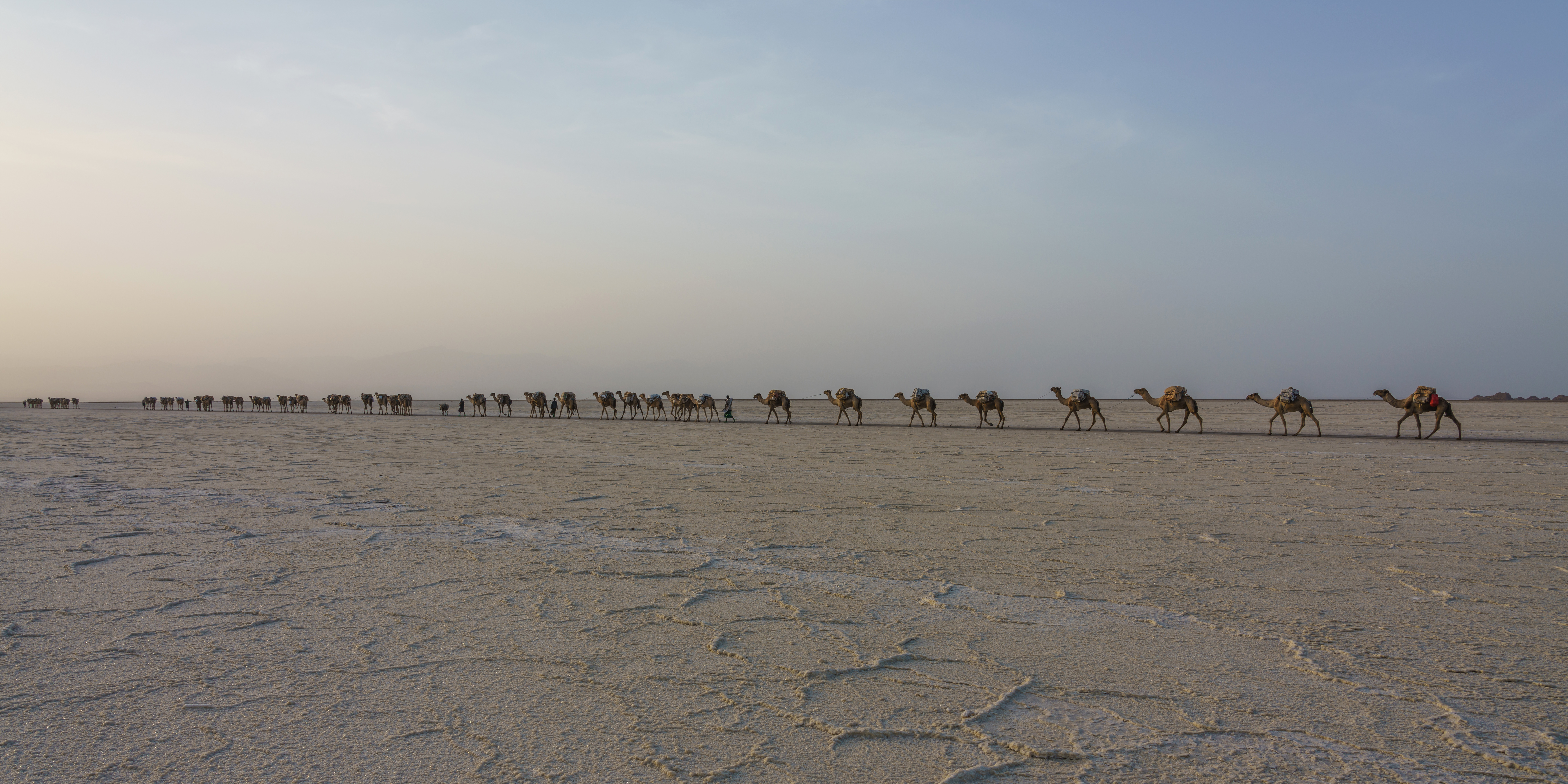
Un tren de camells per al transport de sal a la regió afar d'Etiòpia

En Etiòpia blocs de sal, anomenat amoleh, van ser tallades en les salines de la depressió d'Afar, especialment al voltant de l'Estany Afrera, després portat a llom de camell oest a Atsbi i Fichi a l'altiplà, on els comerciants que distribueixen per tota la resta d'Etiòpia, en la mesura al sud com el Regne de Kaffa.
Abans que la República Popular de la Xina s'annexionés el Tibet i tanqués les fronteres a la dècada de 1950, el comerç de sal entre Nepal i Tibet travessava l'Himàlaia, com ara les gorgues de l'alt Karnali i els rius Gandaki. Les caravanes d'animals de càrrega portaven arròs del Terai i dels turons inferiors del Nepal a canvi de sal dels llacs secs de l'altiplà tibetà.
Al Regne Unit, una antiga carretera coneguda com Salt Way surt del Droitwich Spa, passant per Banbury i arribant a Princes Risborough. La Salt Way està gestionada pel grup d'activitats Salt Way.

## Rius i ports
Les carreteres salines d'Europa eren els rius navegables, on per l'època medieval els enviaments de sal que venien riu amunt passaven basses i trens de fusta, que només es podien enviar aigües avall. I fins i tot al llarg de les costes europees, un cop revifat el comerç de llarga distància al segle xi, el sud càlid i assolellat va produir naturalment el nord humit. A la baixa edat mitjana, les flotes pesqueres en expansió dels països baixos necessitaven més sal de la que es podia produir localment; la balança es componia amb sal de la península Ibèrica: "Les Províncies Unides es podrien haver posat de genolls si els seus subministraments de sal s'haguessin bloquejat a finals del segle XVI. Espanya no va fer més que somiar amb això", ha escrit Fernand Braudel. A Ming , Xina, la sal i l'arròs s'enviaven de sud a nord, al llarg del canal imperial fins a Pequín.

## Salterns i salines
A França, una de les principals fonts de sal marina amb accés a espais interiors que la necessitaven era la zona humida del Llenguadoc, anomenada Camarga; des de les salines anomenades salines, es podien transportar combois de càrregues salades pel Roine fins a Seyssel, on havia de ser descarregat i transportat per un tren de mules cap a l'interior fins al petit llogaret de Regonfle, prop de Ginebra, on tornava a incorporar-se a un curs d'aigua.

Del començament del període modern a Europa, Fernand Braudel va remarcar que, malgrat el flux i el reflux econòmic:
"mai no es va abandonar cap mina de sal i l'escala de l'equipament necessari va posar aquestes mines en mans de comerciants des dels primers dies. Les maresmes salades, en canvi, eren explotades per mètodes artesanals: els comerciants només controlaven el transport i la comercialització, tant a Setúbal a Portugal com a Peccais al Llenguadoc. La comercialització de la sal va ser probablement un negoci força important al llarg de la costa atlàntica o la vall del Roine. "
L'extens interior de Polònia tenia gana de sal, els seus districtes marítims estaven sota el cel plujós i donaven al mar Bàltic. A l'època medieval, el procés d'explotació de la sal fòssil complementava les antigues tècniques d'evaporació de la sal marina a les cassoles de marea. Al segle xiv, a Wieliczka, prop de Cracòvia, Braudel informa que l'extracció camperola de sal de salmorra evaporada en grans paelles de ferro poc profundes havia estat eliminada per la primerenca industrialització de la mineria de sal. "Les galeries i els arbres ara es van excavar a una profunditat de 300 metres i enormes cabrestants impulsats per equips de cavalls van portar blocs de sal a la superfície. En el seu moment àlgid, la producció era de 40.000 tones a l'any i les mines donaven feina a 3.000 treballadors. El 1368 ja s'havia obtingut la cooperació de l'estat polonès".